# Trương Thị Ngọc Ánh
Trương Thị Ngọc Ánh là một chính khách người Việt Nam. Bà hiện là Đại biểu Quốc hội khóa XV. Bà từng là Phó Chủ tịch Ủy ban Trung ương Mặt trận Tổ quốc Việt Nam.

## Xuất thân
Bà sinh ngày 10 tháng 10 năm 1966 tại Thanh Hóa, bà có quê quán tại xã Phước Hòa, huyện Tuy Phước, tỉnh Bình Định. Bà có trình độ Thạc sĩ Quản trị kinh doanh, cao cấp lý luận chính trị, tiếng Anh trình độ C.

## Sự nghiệp
Trước khi về làm việc tại Ủy ban Trung ương Mặt trận Tổ quốc Việt Nam, bà từng có 25 năm công tác tại Gia Lai - Kon Tum. Bà giữ qua các chức vụ như: Nhân viên giáo vụ Trường Nghiệp vụ Tài chính Gia Lai-Kon Tum (12/1985-7/1988), Giáo viên Bí thư đoàn Trường trung học Kinh tế-Kỹ thuật Tổng hợp Gia Lai-Kon Tum (7/1988-10/1997), Phó Bí thư Tỉnh đoàn; Tỉnh ủy viên (10/1997-7/3/2013), Bí thư Tỉnh đoàn Kon Tum (10/1997-12/2005), Phó Chủ tịch UBND tỉnh Kon Tum (12/2005-9/2010), Phó Trưởng ban Thường trực Ban Tuyên giáo Tỉnh ủy Kon Tum (9/2010-11/2010), Ủy viên Ban Thường vụ Tỉnh ủy, Trưởng Ban Tuyên giáo Tỉnh ủy Kon Tum (11/2010-7/3/2013).
Ngày 7 tháng 3 năm 2013, bà được bổ nhiệm giữ chức Phó Chủ tịch Ủy ban Trung ương Mặt trận Tổ quốc Việt Nam.